# ジョン・ハーシェル・グレン
ジョン・ハーシェル・グレン・ジュニア（John Herschel Glenn Jr., 1921年7月18日 - 2016年12月8日）は、アメリカの元海兵隊戦闘機パイロット、宇宙飛行士、政治家。1962年にアメリカ人として初の軌道宇宙飛行を行った。

## 経歴

### 海軍
オハイオ州ケンブリッジ生まれ。生後まもなく、同州マスキンガム郡ニュー・コンコード に一家で転居する。マスキンガム大学（Muskingum College）において工学の学士を取得後、1943年にアメリカ海軍の航空士官養成過程に入隊、1944年にアメリカ海兵隊の第155海兵戦闘航空隊(VMF-155)に配属される。
F4Uコルセア戦闘機を操縦し、主にマーシャル諸島において、日本軍に対する対地攻撃を行い、59回の戦闘出撃をこなした。1945年には、メリーランド州のパタクセント・リバー海軍航空基地等で勤務し、第二次世界大戦の終戦時には大尉であった。
戦後しばらくの間、グアムを基地として中国共産党軍が支配する地域に対する偵察飛行を行っていたが、1948年にはテキサス州コーパスクリスティ海軍航空基地において飛行教官となった。そこで、水陸両用戦やスタッフ管理などを担当していた。朝鮮戦争が勃発すると、海兵隊の一員として朝鮮半島でF9Fパンサーに搭乗し、戦闘任務に付いたが、軍種間の人材交流により、空軍の機体に搭乗する機会があった。彼はF-86セイバー戦闘機を操縦し、3機の敵戦闘機（MiG-15）を撃墜している。これらの成果により、幾つかのメダルを授与されている。

### テストパイロット
朝鮮戦争の後、1954年7月にパタクセント・リバー海軍航空基地にあるアメリカ海軍テストパイロット学校を卒業し、新型機のテストパイロットとなった。そこで、後に名誉勲章を授与されることとなるジェームズ・ストックデールは、グレンに対し、数学や物理学を指導している。最初の飛行試験機であるFJ-2/3戦闘機（F-86）を試験した際は、コックピットの減圧と酸素システムの故障に遭遇している。その後、F7Uカットラス戦闘機やF8Uクルセイダー戦闘機の試験に携わっている。1956年11月から1959年4月にかけては、海軍航空局の航空機設計部に関わり、メリーランド大学に通っている。
グレンは、武器の担当であり、飛行中におけるテスト機の機銃発射実験などを担当した。1957年7月16日には、超音速としては初めてのアメリカ大陸横断飛行に成功した。これはF8Uクルセイダー戦闘機を用いたものであり、所要時間は3時間23分8秒。ロサンゼルスからニューヨークまで飛行した。そのとき、生まれ故郷の上空を超音速で飛行し、ソニックブームの大きな音により、故郷の人々を驚かせている。

### 宇宙飛行士

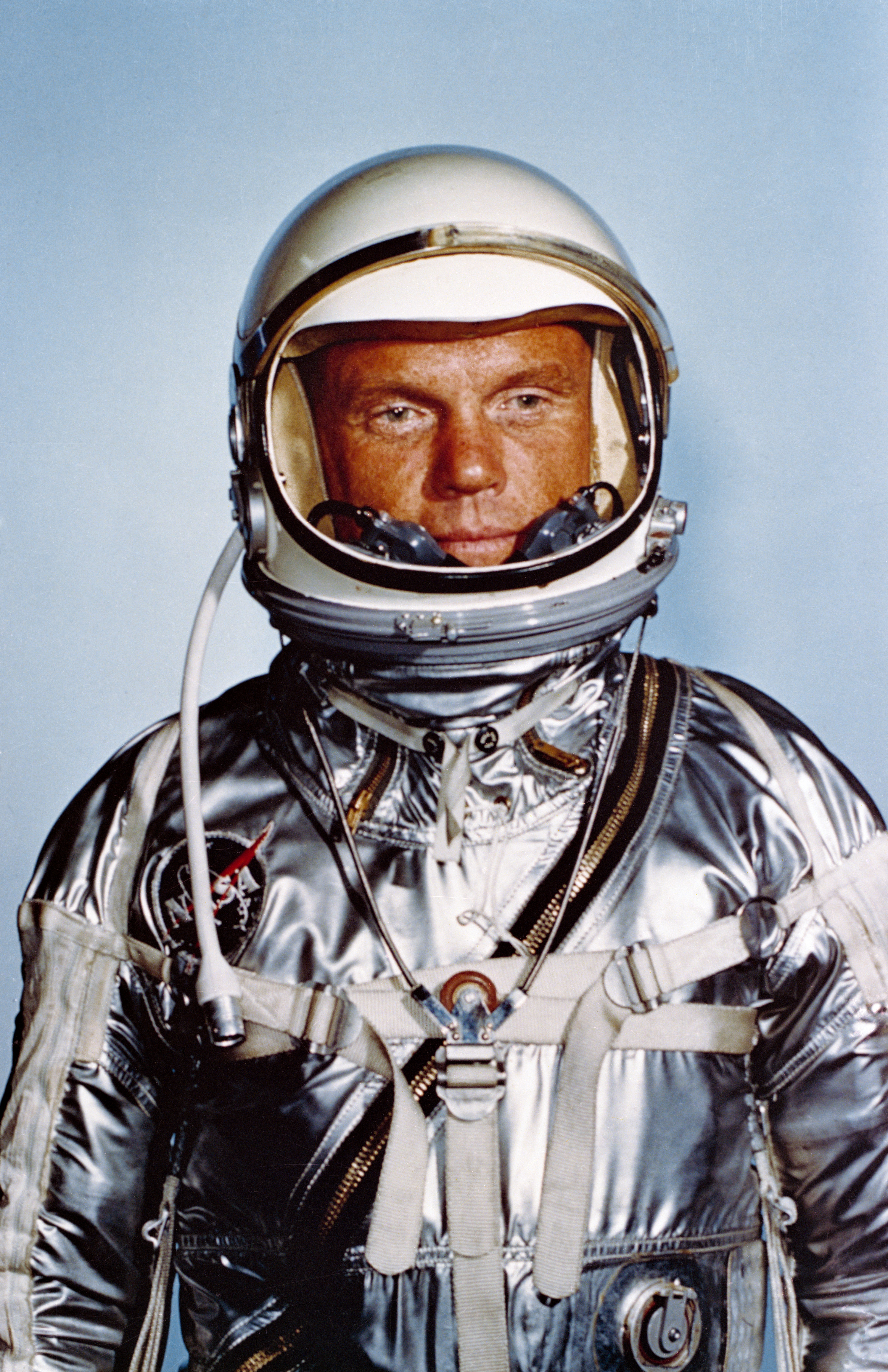
宇宙服に身を包んだグレン

1958年より開始された宇宙飛行士の選抜を受け、1959年に宇宙飛行士に選抜された。アメリカ初の7人の宇宙飛行士の一員（マーキュリー・セブン）となり、NASAのマーキュリー計画に従事。1962年のマーキュリー6号（フレンドシップ7）により、アメリカ初の地球周回軌道を飛行した宇宙飛行士となる。これは映画『ライトスタッフ』のモデルになっている。日本では、文藝春秋昭和37年5月号に、『宇宙最悪の旅』と題した回想記が発表された。海兵隊大佐で退役。同年コリアー・トロフィーを受賞した。

### 上院議員

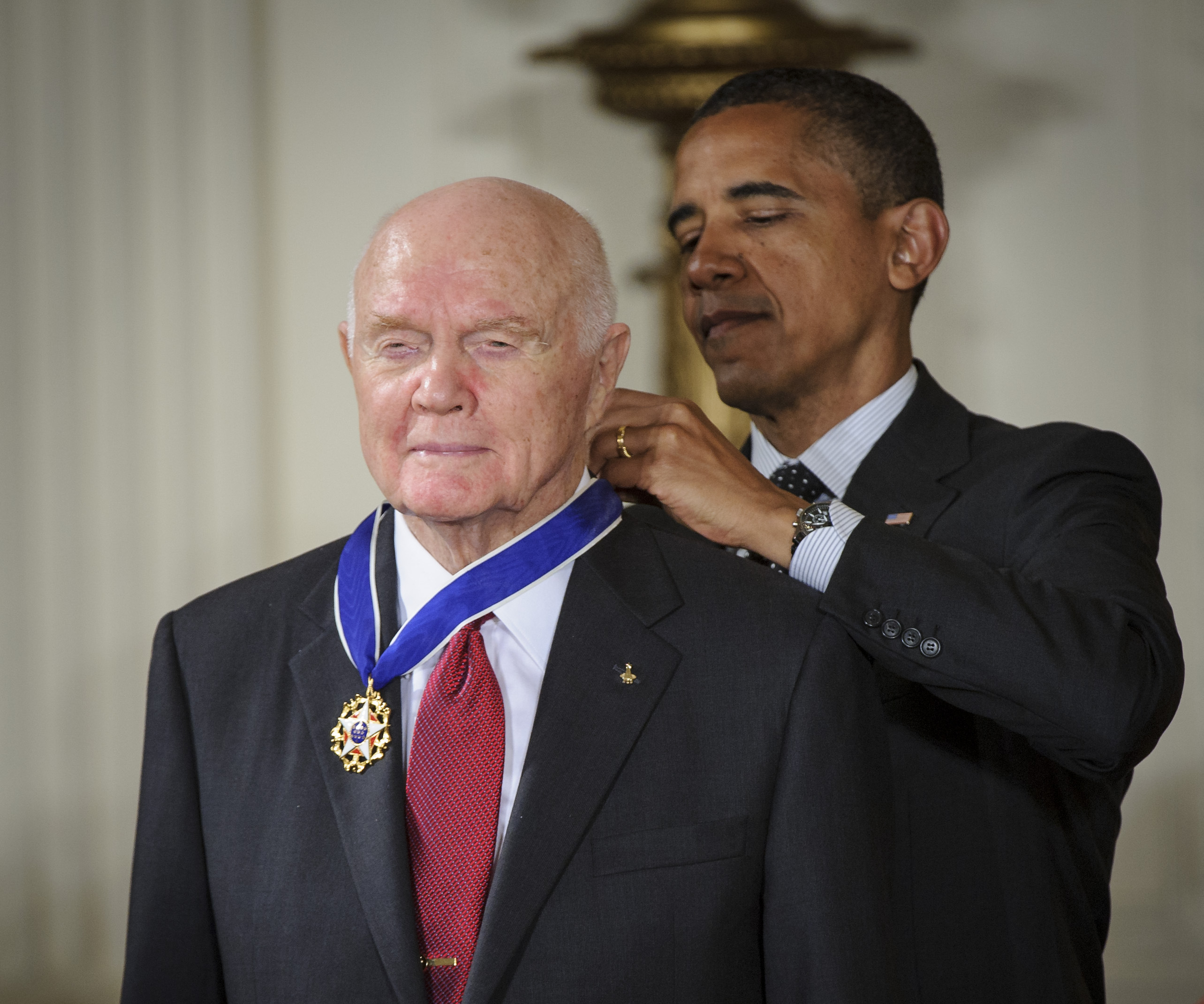
バラク・オバマ大統領より大統領自由勲章を授与されるグレン(2012)

1964年にはNASAを辞し実業家に転進。1974年より1999年までオハイオ州代表としてアメリカ議会上院議員を務める。1984年には民主党大統領予備選挙に出馬したが、途中で敗退した。

### 再び宇宙へ

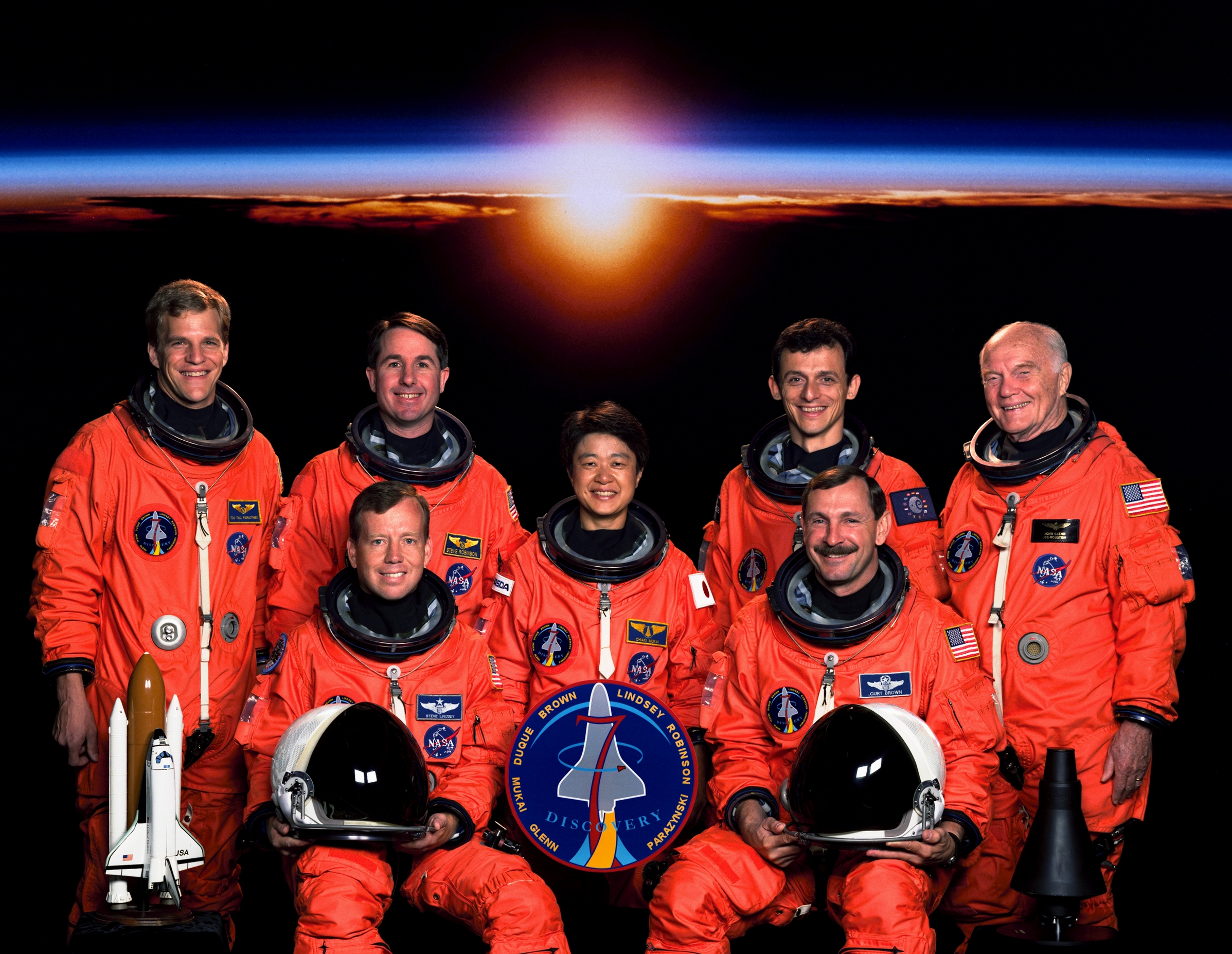
2度目の飛行時(右端がグレン、中央は向井千秋)

1998年10月29日、スペースシャトルのディスカバリー号によるSTS-95で再び宇宙へ出て9日間滞在した。このとき77歳であったが、これは当時、宇宙飛行の最年長記録であり、高齢者の可能性を示したと評された。1999年3月、クリーブランドのNASAの「ルイス研究センター」は、彼を記念して「グレン研究センター」に名称が変更された。

### その後
1998年の映画「ディープ・インパクト」でロバート・デュヴァルが演じたキャラクターは、グレンをモデルにしている。2000年には4人の老人が地球を救うために宇宙に行く映画『スペース・カウボーイ』が公開された。
なお、2002年から使用された教育出版の英語の教科書"ONE WORLD"では、グレンが77歳で宇宙飛行をしたときの肉声がそのまま使用されている。2012年5月には、大統領自由勲章を授与された。
2016年12月8日に死去。95歳没。

## 文献
- Glenn, John; Taylor, Nick (1999). John Glenn: A Memoir. New York: Bantam Books. ISBN 978-0-553-11074-6